# Tempo Doeloe
Tempo Doeloe is een historisch tijdperk van Indonesië tussen 1870 en het begin van de Eerste Wereldoorlog in 1914. Tempo Doeloe betekent de tijd van vroeger.
Indonesiërs zelf hebben verschillende interpretaties bij deze tijd. Zo vinden sommigen dat het de tijd betreft vanaf 1880 en anderen de tijd vanaf 1840. Eigenlijk wordt met Tempo Doeloe de tijd bedoeld die men niet heeft meegemaakt, maar waarmee de relatie nog niet verbroken is. 

## Geschiedenis
Het jaar 1870 was een beslissend jaar voor de ontwikkeling van Nederlands-Indië. In dat jaar kwam de Agrarische Wet tot stand, die (formeel) de dood van het cultuurstelsel inluidde. Ook werd de grondverdeling liberaal opgelost. Het werd mogelijk voor particulieren om stukken grond op lange termijn in erfpacht te verkrijgen, met als gevolg dat westers kapitaal aangetrokken kon worden. Er werd dus aan voorwaarden voldaan die vooruitgang en uitbreiding mogelijk maakten. Langzaam maar zeker moderniseerde Java, maar tegelijkertijd bleef het ambachtelijke karakter behouden.
Na de suikercrisis in de jaren 1880 kregen de particulieren daadwerkelijk macht. Ze werden door de liberale pers gesteund. Ook de lagere arbeidersklassen stegen in aanzien; de sociale verhoudingen veranderden. Deze ontwikkeling verliep gestaag en er werden door koloniale ondernemers fortuinen gemaakt met onder andere koffie, tabak en rubber.
Nog in de twintigste eeuw handhaafden de Europeanen zich als een soort pionierssamenleving. Na 1910 steeg de Europese bevolking sterk; er kwamen veel goed opgeleide Europese arbeidskrachten. Er ontwikkelde zich een soort 'Europese sociale laag', de totok-laag. Een meer Europese leefwijze ontstond. Alleen in de binnengebieden van Java bleef het 'oude Indië' voortbestaan.
Na de Eerste Wereldoorlog ontstond een 'nieuw Indië' dat zich in de daaropvolgende jaren snel ontwikkelde.

## Nederlands taalgebruik
In de Nederlandse taal wordt onder het begrip tempo doeloe 'de goede oude tijd' verstaan.